# Dalibor Slezák
Dalibor Slezák (Kroměříž, 28 gennaio 1970) è un ex calciatore ceco, attaccante.